# Tullio Odorizzi
Tullio Odorizzi (Cles, 20 febbraio 1903 – Trento, 7 luglio 1991) è stato un avvocato e politico italiano della Democrazia Cristiana, sindaco di Trento dal 1946 al 1948 e primo presidente del Trentino-Alto Adige dal 1949 al 1961.

## Biografia
Nacque a Cles, in Trentino, il quale era parte dell'Impero austro-ungarico, il 20 febbraio 1903.
Laureato in giurisprudenza nel 1924, ha praticato la professione di avvocato.
Ha fatto parte della Federazione Universitaria Cattolica Italiana.
Ha combattuto nella Guerra d'Etiopia e in Albania. L'8 settembre 1943 fu deportato in Germania, tornando a Trento nel 1945.
Fu nominato sindaco di Trento dal Comitato di Liberazione Nazionale il 21 settembre 1946  al posto di Gigino Battisti che si era dimesso perché era stato eletto all'Assemblea Costituente. Venne rieletto il 18 gennaio 1947. Diede le dimissioni nell'ottobre 1948 per candidarsi alle elezioni regionali. Dovette affrontare il problema della disoccupazione e della mancanza di abitazioni.
Nel 1949 fu costituita la regione Trentino-Alto Adige e Odorizzi ne fu il primo presidente, dal 5 gennaio 1949 al 3 gennaio 1961, per tre legislature. Nelle due successive legislature fu consigliere regionale.
Fu uno strenuo difensore del primo statuto di autonomia approvato dall'assemblea costituente repubblicana e si scontrò apertamente con la Südtiroler Volkspartei, che voleva un maggiore decentramento a favore dell'Alto Adige, dove la popolazione di lingua tedesca avrebbe potuto contare su una propria maggioranza, mentre all'interno dell'assetto regionale essa fu invece regolarmente messa in minoranza. La Corte Costituzionale, chiamata a dirimere la controversia, accolse pienamente l'interpretazione di Odorizzi. A giudizio della Südtiroler Volkspartei Odorizzi sarebbe stato invece corresponsabile della grave crisi che coinvolse l'organismo regionale nel 1956, provocando l'uscita dell'SVP dalla Giunta regionale (con il lancio dello slogan Via da Trento/Los von Trient), e avrebbe così contribuito al nascere della fase terroristica in Alto Adige che sfociò nella Notte dei fuochi del 1961, una tesi confermata da parte della storiografia.
In seguito è stato presidente del Consiglio di Amministrazione della Società Avisio (anni cinquanta), della Federazione dei consorzi cooperativi (1964-1976), del Credito fondiario di Roma e dell'Ente nazionale per il credito alle opere pubbliche.
È morto il 7 luglio 1991, all'età di 88 anni.
Nel 2003, a 100 anni dalla sua nascita, si è tenuto un convegno a lui dedicato al quale hanno preso parte, tra gli altri, l'allora presidente della Regione Carlo Andreotti e il senatore a vita Giulio Andreotti.